# Finn Vegard Nordhagen
Pour les articles homonymes, voir Nordhagen.
Finn Vegard Nordhagen (né le 12 janvier 1968,) est un coureur cycliste norvégien. Resté amateur, il est devenu champion de Norvège sur route en 1989. Il a également représenté son pays lors de grandes compétitions internationales.
Ses fils Jørgen et Truls sont eux aussi coureurs cyclistes.

## Palmarès
- 1986
  -  Champion de Norvège du contre-la-montre juniors
- 1988
  - 7e étape de la Baltic Sea Friendship Race
- 1989
  -  Champion de Norvège sur route
- 1990
  - 3e du Tour de Castellón
- 1991
  - Circuit du Bocage vendéen